# بانيولاس
بلدية بانيولاس (بالإسبانية: Bañolas) هي بلدية تقع في مقاطعة جرندة التابعة لمنطقة كتالونيا شمال شرق إسبانيا.

## الديموغرافيا
بلغ عدد سكان بلدية بانيولاس 19.159 نسمة عام 2011 (وفقاً للمعهد الوطني الإسباني للإحصاء).
| 14.395 | 14.985 | 15.796 | 16.938 | 17.451 | 18.327 | 19.159 |

## توأمة
لبانيولاس اتفاقيات توأمة مع:
- سيرت

## أعلام
- جاومي دوران
- أندرو فونتاس
- ألبرت سيرا
- ألبرت سيرا فيجوراس
- شارليس ماس